# 4-oxalocrotonat tautomerasa
4-oxalocrotonat tautomerasa, en anglès: 4-Oxalocrotonate tautomerase (EC 5.3.2.-4-OT) és un enzim que converteix el 2-hidroximuconat en la cetona αβ-insaturada, 2-oxo-3-hexenedioat. Aquest enzim forma part de la via metabòlica dels bacteris que catabolitza oxidativament toluè, o-xilè, 3-etiltoluè, i 1,2,4-trimetilbenzè en intermedis del cicle de l'àcid cítric. Amb una mida del monòmer de només 62 residus d'aminoàcid, la 4-Oxalocrotonat tautomerasa és una de les subunitates més petites d'enzim conegudes. Tanmateix, en solució, aquest enzim forma un hexàmer de sis sububitats idèntiques, per tant el lloc actiu pot estar format per residus d'aminoàcids residus de diverses subunitats. Aquest enzim també és inusual pel fet que usa un residu de prolina a l'amino extrem com un residu de lloc actiu.